# Rúnar Kristinsson
Rúnar Kristinsson, född 5 september 1969 i Reykjavik, är en isländsk fotbollstränare och före detta spelare. Under sin spelarkarriär representerade han KR Reykjavik, Örgryte IS, Lillestrøm SK och Lokeren. Sedan 2010 är han huvudtränare för KR Reykjavik.
Kristinsson har även rekordet i antal landskamper för Islands landslag, 104 stycken mellan 1987 och 2004.

## Meriter

### Som spelare
KR Reykjavik
- Isländska cupen: 1994

### Som tränare
KR Reykjavik
- Úrvalsdeild: 2011, 2013
- Isländska cupen: 2011, 2012, 2014
- Isländska ligacupen: 2012
- Isländska supercupen: 2012, 2014